# Рождественское сельское поселение (Приморский край)
Рождественское се́льское поселе́ние — сельское поселение в Дальнереченском районе Приморского края.
Административный центр — село Рождественка.

## История
Статус и границы сельского поселения установлены Законом Приморского края от 7 декабря 2004 года № 190-КЗ «О Дальнереченском муниципальном районе»

## Население
| 2010  | 2011  | 2012  | 2013  | 2014  | 2015  | 2016  |
| ----- | ----- | ----- | ----- | ----- | ----- | ----- |
| 1328  | ↘1318 | ↘1256 | ↘1196 | ↘1144 | ↘1101 | ↘1065 |
| 2017  | 2018  | 2019  | 2020  | 2021  |       |       |
| ↘1020 | ↘1003 | ↘971  | ↘939  | ↘768  |       |       |

## Состав сельского поселения
В состав сельского поселения входят 4 населённых пункта:
| № | Населённый пункт | Тип населённого пункта       | Население |
| - | ---------------- | ---------------------------- | --------- |
| 1 | Голубовка        | село                         | ↘78       |
| 2 | Рождественка     | село, административный центр | ↘709      |
| 3 | Солнечное        | село                         | ↗52       |
| 4 | Филино           | посёлок                      | ↘489      |

## Местное самоуправление
Администрация
Адрес: 692109, с. Рождественка, ул. Пионерская, 38. Телефон: 8 (42356) 75-1-69
Глава администрации
- Дернов Виктор Сергеевич